# Julie Christiansen
Pour les articles homonymes, voir Christiansen.
Julie Christiansen, née le 8 juillet 1987 à Vordingborg (Danemark), est une actrice autodidacte danoise.  
Elle est surtout connue pour avoir joué dans la série DR Lykke.

## Filmographie partielle

### Au cinéma
| Année | Titre                         | Rôle           | Remarques |
| ----- | ----------------------------- | -------------- | --------- |
| 2006  | Råzone                        | Emma           |           |
| 2006  | Supervoksen                   | Katja          |           |
| 2010  | Sandheden om mænd             | ung hippiepige |           |
| 2010  | Vilddyr                       | Julie          |           |
| 2016  | Afskåret                      |                |           |
| 2017  | Mens vi lever                 | Trine          |           |
| 2018  | Un homme chanceux (Lykke-Per) |                |           |
| 2018  | Wonderful Copenhagen          |                |           |
| 2018  | Månebrand                     |                |           |
| 2019  | Kollision                     |                |           |